# 蒙特尔德
蒙特尔德，是西班牙阿拉贡自治区萨拉戈萨省的一个市镇。 总面积56平方公里，总人口212人（2001年），人口密度4人/平方公里。